# Kirkjärvi och Mynnilänalanen
Kirkjärvi och Mynnilänalanen är en sjö i kommunen Sysmä i landskapet Päijänne-Tavastland i Finland. Sjön ligger 85,5 meter över havet. Arean är 1,43 kvadratkilometer och strandlinjen är 17,8 kilometer lång. Sjön  ingår i Kymmene älvs huvudavrinningsområde.   Den ligger omkring 63 km norr om Lahtis och omkring 160 km norr om Helsingfors. 
I sjön finns ön Karkkusaari. 